# Diellas
Diellas är en ort i Albanien.   Den ligger i prefekturen Qarku i Korçës, i den östra delen av landet, 110 km sydost om huvudstaden Tirana. Diellas ligger 994 meter över havet och antalet invånare är 502.
Terrängen runt Diellas är kuperad åt nordost, men åt sydväst är den bergig.   Runt Diellas är det ganska tätbefolkat, med 80 invånare per kvadratkilometer.. 